# My Chemical Romance
My Chemical Romance ist eine US-amerikanische Rockband aus Belleville, New Jersey, die 2001 gegründet wurde. Ihr Stil kann dem Alternative Rock zugeordnet werden.

## Bandgeschichte

### Entstehung
Im Jahr 2001 arbeitete der Sänger Gerard Way als Praktikant bei Cartoon Network in New York, als er die Terroranschläge vom 11. September auf seinem Weg zur Arbeit miterlebte. Geschockt von den Ereignissen wollte er seinen frustrierenden Job bei Cartoon Network aufgeben und etwas bedeutungsvolles mit seinem Leben anfangen – somit entstand die Idee für die Band.
Gegründet wurde My Chemical Romance 2001 von Gerard Way und dem Ex-Schlagzeuger Matt Pelissier, die zusammen mit Mikey Way und Ray Toro die vorläufige Erstbesetzung bildeten.
Da die Band schnell feststellte, dass sie einen zweiten Gitarristen neben Ray benötigten, holten sie 2002 Frank Iero an Bord. Frank hatte zuvor bereits in zahlreichen Bands gespielt. Nur wenige Tage bevor er bei My Chemical Romance einstieg, löste sich seine Band Pencey Prep auf, deren Sänger und Gitarrist er war.

### 2001–2002:I Brought You My Bullets, You Brought Me Your Love
Das Debütalbum I Brought You My Bullets, You Brought Me Your Love wurde nur drei Monate nach Gründung der Band innerhalb von nur zwei Wochen eingespielt und erschien beim Plattenlabel Eyeball Records. Singleauskopplungen aus diesem Album waren Honey, This Mirror Isn´t Big Enough for the Two of Us, Vampires Will Never Hurt You und Headfirst for Halos.
2003 wurde ein Vertrag bei Reprise Records unterzeichnet und My Chemical Romance tourten in Amerika und Japan. Während dieser Zeit wurde bereits am zweiten Album gearbeitet. Aufgrund Gerards massiver Alkohol- und Drogenprobleme dachte man ernsthaft über einen Tourabbruch nach. Nach Beendigung der Tour entschloss man sich, aus Gründen, die bisher nicht an die Öffentlichkeit drangen, von Matt Pelissier zu trennen und ihn durch Bob Bryar zu ersetzen. Dieser war zuvor Soundtechniker bei The Used.

### 2003–2006:Three Cheers for Sweet Revenge
2004 erschien das Album Three Cheers for Sweet Revenge, welches von dem Starproduzenten Howard Benson produziert wurde. Mit diesem Album kam der weltweite Erfolg und man sprach von der „My Chemical Romance Explosion“. Die großen Musikzeitschriften aus aller Welt rissen sich um sie, tausende T-Shirts und anderer Merchandise wurden überall auf der Welt verkauft und zum ersten Mal wurde einer ihrer Auftritte bei MTVs TRL live im Fernsehen übertragen, zu dem sie erstmals mit einer Polizeieskorte gefahren wurden, um durch die Masse wartender Fans ins Studio zu gelangen.
Three Cheers for Sweet Revenge verkaufte sich in der ersten Woche allein in den USA über 11.000-mal und hat inzwischen Platinstatus erreicht.
Doch der plötzliche Ruhm kam zu schnell, und besonders Gerard schien sich überrannt zu fühlen und flüchtete sich in seine bereits vorhandene Drogensucht, die ihn bis zu Selbstmordgedanken trieb. Als alles zu eskalieren drohte, sprach er schließlich mit dem Bandmanager und ließ sich von ihm überzeugen, die Hilfe eines Therapeuten in Anspruch zu nehmen. Mit Erfolg.
Three Cheers for Sweet Revenge brachte die Singleauskopplungen I´m Not Okay (I Promise), Helena und The Ghost of You hervor.
Anfang 2005 begleiteten My Chemical Romance Green Day auf ihrer American-Idiot-Tour als Vorband und gingen kurze Zeit später auf eigene große Welttournee.

### 2006–2009:The Black Parade
Am 10. April 2006 begannen die Aufnahmen und genau zwei Jahre nach Three Cheers For Sweet Revenge erschien The Black Parade, ein Konzeptalbum zum Thema Tod, unter anderem durch Krebs. Die Singleauskopplung Welcome to the Black Parade ist die mit Abstand erfolgreichste Single der Band und ging in den UK-Charts in der zweiten Woche auf Platz 1.
Ein Highlight auf The Black Parade ist der Titel Mama, zu dem die Musicallegende Liza Minnelli, auf besonderen Wunsch der Band Gesang beisteuerte.
Auf diesem Album befindet sich des Weiteren ein Hidden Track, der als 14. Track nach 1:30 min Stille beginnt. Bekannt ist er bei Fans unter dem Namen „Blood“.
Das Abschlusskonzert der „Black Parade“-Tour, und gleichzeitig wohl auch der größte Auftritt in der Geschichte der Band, fand am 7. Oktober 2007 im ausverkauften Palacio de los Deportes in Mexiko-Stadt vor 20.000 Fans statt.
Dieses Konzert wurde mitgefilmt und 2008 als DVD mit dem Namen The Black Parade Is Dead! veröffentlicht.

### 2009–2011:Danger Days: The True Lives of the Fabulous Killjoys
2009 wurde bekannt, dass My Chemical Romance an einem neuen Album arbeiten. Bereits zur Verfilmung des Comics Watchmen stellten sie eine Coverversion zu Bob Dylans Desolation Row zur Verfügung. Die erste Single zum Album namens Na Na Na (Na Na Na Na Na Na Na Na Na) wurde am 28. September 2010 veröffentlicht. Der Song Death before Disco, den My Chemical Romance schon mehrere Male live vorgestellt hatte, wurde zu Party Poison und ist ebenfalls auf dem Album enthalten. Gerard Way gab bekannt:
„Das neue Album wird nicht so vielschichtig, wie 'The Black Parade'. Ich erwarte, dass es ein bisschen roher wird. Es ist klasse, eine frische Perspektive zu haben. Wir müssen ein Album machen, das zeigt, dass wir gereift sind. Wenn wir weiterhin nur eine Kopie des Vorgängers machen, hilft das niemandem. [...] Wir müssen uns verändern. [...] Die neuen Sachen, die wir bisher gespielt haben, fühlen sich unverfälschter an. Es passiert weniger.“

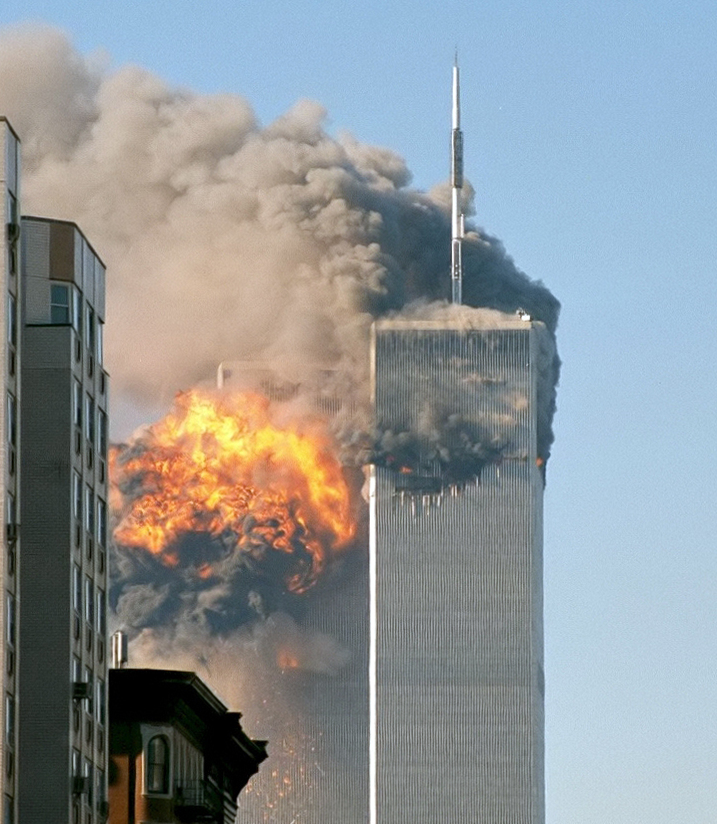
Die Anschläge vom 11. September inspirierten Gerard Way zur Gründung von My Chemical Romance.

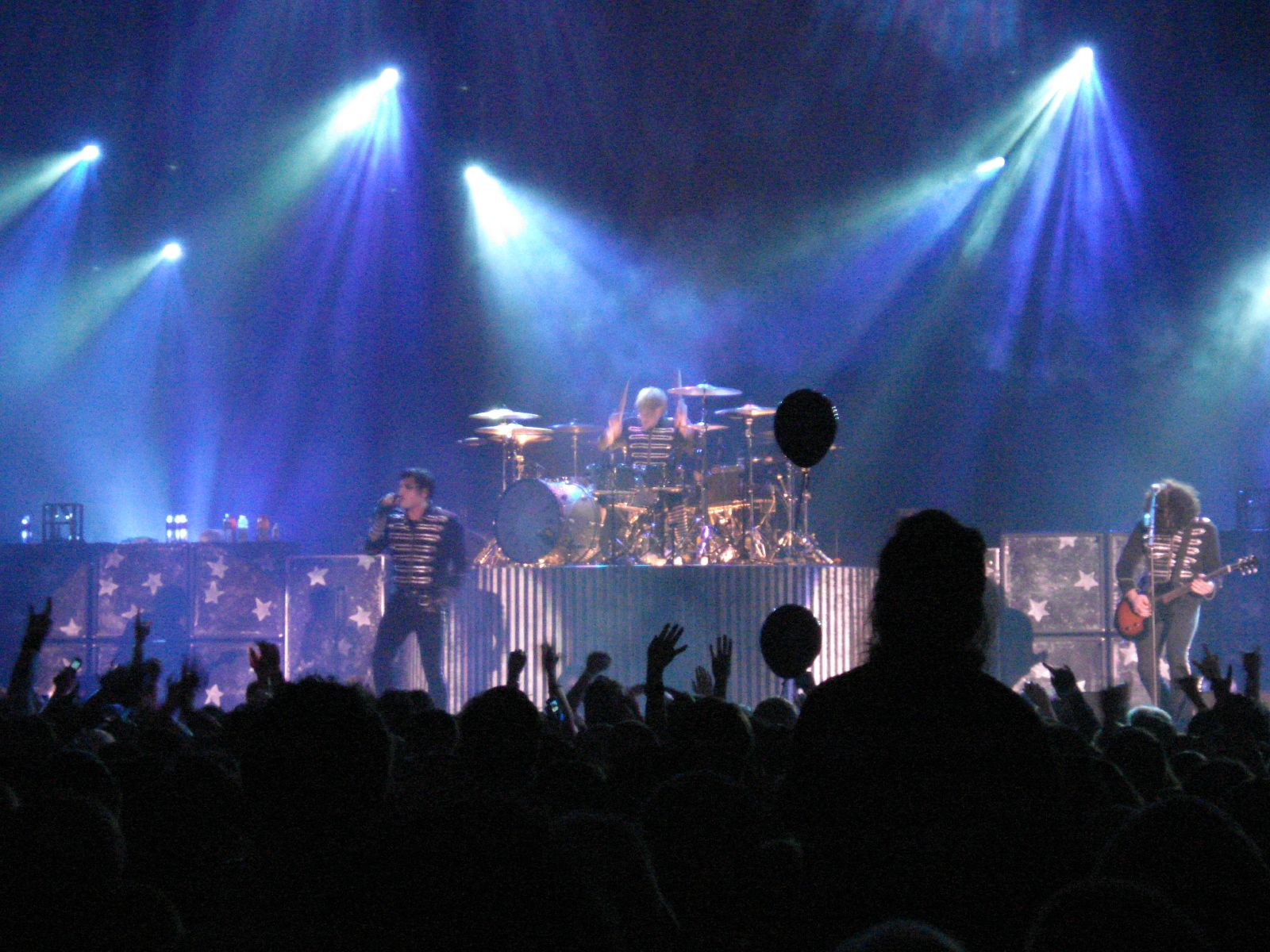
My Chemical Romance wird in vivo auf dem Album The Black Parade präsentiert.

Die Arbeiten zum aktuellen Album wurden im Herbst 2009 aufgenommen, die Fans wurden über die offizielle Website auf aktuellem Stand gehalten.

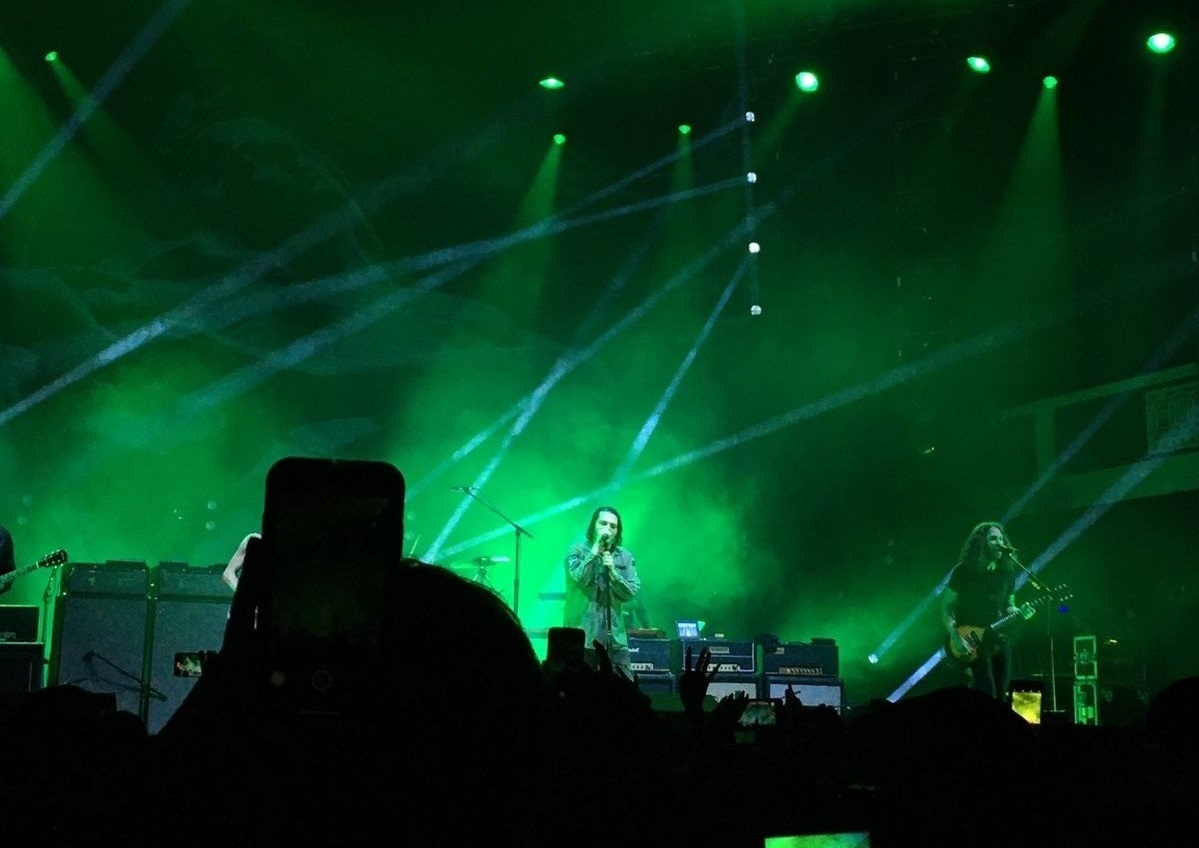
My Chemical Romance während ihrer Reunion-Show in der Shrine Expo Hall in Los Angeles, Kalifornien

Am 17. September 2010 wurde der Titel für My Chemical Romances viertes Studioalbum bekanntgegeben. Unter dem Namen Danger Days: The True Lives of the Fabulous Killjoys ist das Album im November erschienen. Das Album ist, entgegen der vorherigen Bekanntgaben, wieder ein Konzeptalbum und hat das Kalifornien im Jahre 2009 zum Thema. Über diverse Twitter Accounts, Videos bei YouTube und über die offizielle Website deckte die Band Fans mit Hinweisen ein. So wurde auch eine „Transmissions“ genannte Seite auf der Homepage eröffnet, welche Radioübertragungen und Videos zur Verfügung gestellt hat.
Zu dem Album erschienen Musikvideos zu den Liedern Na Na Na (Na Na Na Na Na Na Na Na Na) und SING, die in ihrer Geschichte aufeinander aufbauen. Die Bandmitglieder werden darin gezeigt als Widerstandskämpfer gegen Better Live Industries. Die Ideen für die Personas der Widerstandskämpfer und der Geschichte stammen von Sänger Gerard Way und werden in dem Comic The True Lives Of The Fabulous Killjoys fortgeführt.

### 2011–2013:Conventional Weaponsund Trennung
Am 18. Dezember 2011 trat die Band im Kinderprogramm Yo Gabba Gabba! auf dem Nick Jr. Channel auf und spielte einen Song namens „Every Snowflake Is Different (Just Like You)“. Dies war Teil einer Weihnachtsspezialfolge der Sendung, in der auch andere bekannte Gäste wie Tony Hawk und Tori Spelling auftraten.
Im Februar 2012 gaben Mitglieder von My Chemical Romance bekannt, dass sie ein Studio in Los Angeles einrichten, um Musik für das fünfte Album der Band unter dem Arbeitstitel MCR5 aufzunehmen. Der bisherige Tour-Keyboarder James Dewees wurde offiziell zum festen Mitglied der Band. Sie arbeiteten dabei mit dem Toningenieur Doug McKean zusammen, der bereits an den Alben The Black Parade und Danger Days: The True Lives of the Fabulous Killjoys mitgewirkt hatte.
Im September 2012 kündigte die Band ein neues Projekt namens Conventional Weapons an. Dieses Projekt bestand aus zehn bisher unveröffentlichten Songs, die 2009 vor den Aufnahmen zu Danger Days entstanden waren. Von Oktober 2012 bis Februar 2013 veröffentlichte die Band monatlich zwei Songs aus den Conventional Weapons-Sessions. Laut der Oktober-Ausgabe 2012 des Q Magazine berichtete Frank Iero, dass die frühen Sessions für das nächste Album der Band mit dem neuen Schlagzeuger Jarrod Alexander gut vorankamen. „Jarrod ist ein großartiger Typ und ein fantastischer Musiker. Es hat wirklich Spaß gemacht, in den letzten Monaten mit ihm Musik zu machen“, kommentierte Iero.
Am 22. März 2013 gaben My Chemical Romance ihre Trennung bekannt. In einem auf ihrer Website veröffentlichten Statement kündigt die Band nach zwölf Jahren und vier Alben an, dass sie „wie alle großartigen Dinge“ irgendwann enden müsse und dass dieser Zeitpunkt nun gekommen sei. Die Band schließt mit einem Dank an alle, die sie unterstützt haben und „Teil des Abenteuers“ waren, so die offizielle Website.
Am 21. März 2014 erschien das Best-Of-Album May Death Never Stop You, das zudem einen neuen Song Fake Your Death enthält.
Im Juli 2016 postete die Band ein neues Logo mit den Buchstaben „MCRX“, sowie ein kurzes Video mit den ersten Pianonoten ihres Songs Welcome to the Black Parade, welches mit dem Datum 23. September 2016 endet. Diese Aktion löste heftige Spekulationen aus. Zum einen wurde vermutet, der Teaser könne mit dem zehnjährigen Jubiläum von The Black Parade zusammen hängen (das X stünde dann für die römische Zahl zehn), zum anderen heizten sich Gerüchte einer kompletten Reunion auf. Aufgrund der überwältigenden Resonanz sah sich die Band bereits am 21. Juli 2016 gezwungen zumindest die Reuniongerüchte zu dementieren und nur auf eine Veröffentlichung in Bezug zu The Black Parade zu verweisen.

### Reunion-Show
Am 31. Oktober 2019 kündigte die Band ein Reunion-Konzert in Los Angeles für den 20. Dezember 2019 an, das innerhalb weniger Minuten ausverkauft war.
Konzerte in Deutschland fanden, wegen der Corona-Pandemie verschoben, 2022 statt.
Am 12. Mai 2022 veröffentlichte die Band eine neue Single mit dem Titel The Foundations of Decay.

## Einflüsse
Den größten musikalischen Einfluss hatten zu Beginn The Misfits, Morrissey, The Smiths und Iron Maiden auf die Entwicklung der Band. Die Band hatte jedoch nach wenigen Jahren ihren eigenen Stil gefunden.
In den Songtexten, Musikvideos und auf CD-Covern sind zudem eine Mischung aus Elementen von Comics, Horror und Fantasy zu finden, was sich auch darauf zurückführen lässt, dass Gerard Way früher als professioneller Comiczeichner tätig war.

## Mitglieder

### Aktuelle Besetzung

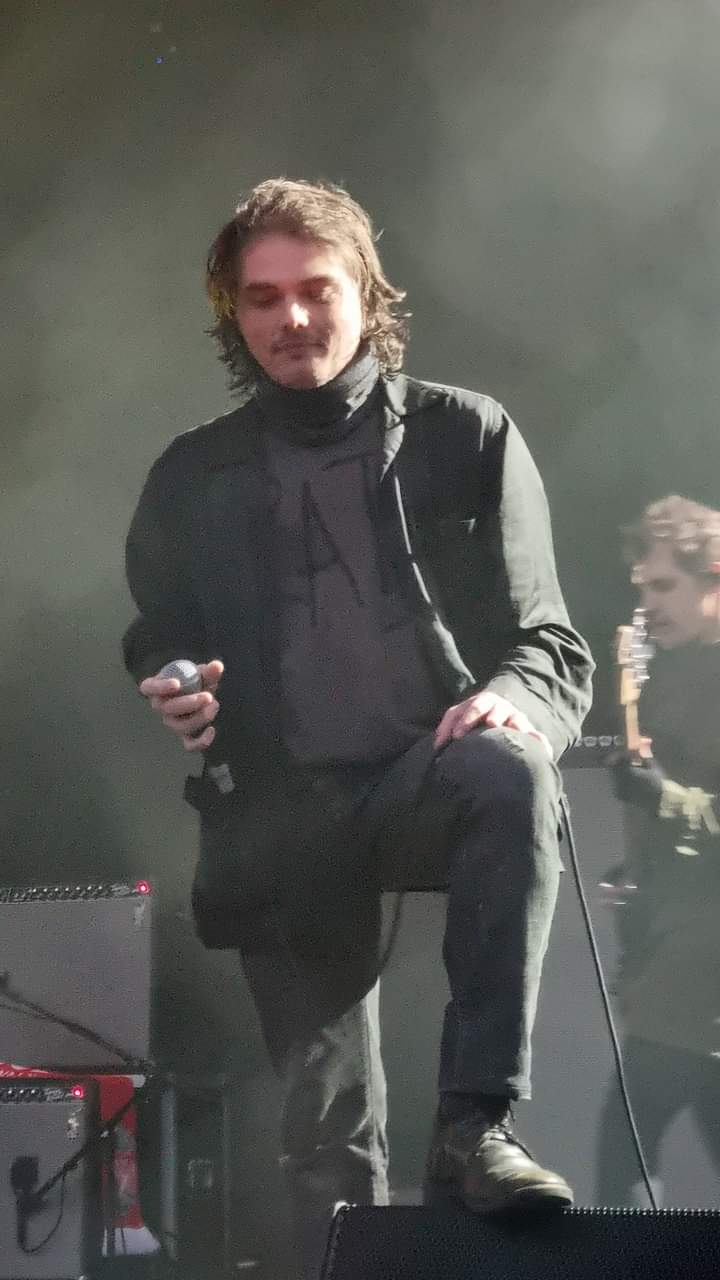
Gerard Way bei Eden Sessions UK am 17. Mai 2022

Gerard Way (seit 2001) Gerard Arthur Way (* 9. April 1977 in Belleville, New Jersey), sein Vater (Donald) kommt aus Schottland und seine Mutter (Donna) aus Italien. Er studierte bis zur Gründung der Band im Jahr 2001 an der School of Visual Arts in New York. Neben seiner Tätigkeit als Sänger begann er Comics, wie The Umbrella Academy, zu schreiben, was ihm ebenfalls großen Erfolg einbrachte.
Ray Toro (seit 2001)Raymond Manuel Toro-Ortiz (* 15. Juli 1977 in Newark, New Jersey) ist puerto-ricanischer Abstammung. Er spielte eineinhalb Jahre lang in einer Band Schlagzeug, bevor er als Lead-Gitarrist MCR beitrat. Er war bereits davor mit dem Bassisten der Band gut befreundet und wird von seinen Bandkollegen als „das ruhige Genie“ beschrieben.
Frank Iero (seit 2002)Frank Anthony Thomas Iero Jr. (* 31. Oktober 1981 in Belleville, New Jersey) ist das jüngste Mitglied bei MCR. Nachdem die Band sich entschlossen hatte, außer Ray noch einen weiteren Gitarristen einzusetzen, verließ Frank das College (und zugleich eine Band namens „Pencey Prep“), um bei My Chemical Romance voll einsteigen zu können. Nachdem Matt Pelissier die Band verlassen musste, war Frank der einzige, der noch Kontakt mit ihm hatte. Im Januar 2009 veröffentlichte seine 2007 gegründete Band Leathermouth ihr erstes Album mit dem Namen XO bei Epitaph Records.
Mikey Way (seit 2001)Michael James Way (* 10. September 1980 in Newark, New Jersey) ist der Bruder von Gerard. Er war bereits in seiner Highschoolzeit Bassist bei der Band Raygun Jones. Um sich gänzlich My Chemical Romance widmen zu können, brach er das College ab. 2007 legte Mikey eine Pause ein, um mit seiner neuen Frau ins Familienleben einsteigen zu können. Die Band gab bekannt, dass er im Herbst wieder als Bassist zurückkehren würde, bis zu diesem Zeitpunkt wird er von Matt Cortez, einem Roadie der Band, ersetzt.
Jarrod Alexander (ab 2019)
Jarrod Alexander begleitete die Band während des Reunion-Konzerts am Schlagzeug.
James Dewees (seit 2007)James Matthew Dewees (* 13. March 1976 in Liberty, Missouri) spielte bei Live-Konzerten das Keyboard. Er trat der Band 2007 auf Tour für The Black Parade bei und war Mitglied der Band bis 2013.

### Andere Mitglieder
Matt Pelissier (2001–2004)Matt Pelissier war bis August 2004 Schlagzeuger von My Chemical Romance. Es gibt kein offizielles Statement, warum er die Band verlassen musste. Er arbeitet jetzt als Kfz-Mechaniker.
Bob Bryar (2004–2010)Robert Nathaniel Cory Bryar (* 31. Dezember 1979 in Chicago, Illinois; † November 2024) war von August 2004 bis Februar 2010 Schlagzeuger der Band. Schon mit drei Jahren fing er an, Schlagzeug zu spielen. Bob war früher Soundtechniker bei The Used. Gründe für die Trennung wurden nicht genannt.
Michael Pedicone (2010–2011)Als Ersatz für Bob Bryar, der im Februar 2010 die Band verließ, stieß Pedicone mit Beginn der World Contamination Tour von My Chemical Romance der Band als Tourmitglied hinzu. Am 1. September 2011 wurde Pedicone von der Polizei festgenommen, da er die Band bestohlen hatte. Die „Beziehung zwischen My Chemical Romance und Michael Pedicone ist damit beendet“ ist der Wortlaut von Frank Iero zu der Situation.

## Diskografie
Studioalben

| Jahr | Titel Musiklabel                                                           | Höchstplatzierung, Gesamtwochen, AuszeichnungChartplatzierungen (Jahr, Titel, Musiklabel, Platzierungen, Wochen, Auszeichnungen, Anmerkungen) | Höchstplatzierung, Gesamtwochen, AuszeichnungChartplatzierungen (Jahr, Titel, Musiklabel, Platzierungen, Wochen, Auszeichnungen, Anmerkungen) | Höchstplatzierung, Gesamtwochen, AuszeichnungChartplatzierungen (Jahr, Titel, Musiklabel, Platzierungen, Wochen, Auszeichnungen, Anmerkungen) | Höchstplatzierung, Gesamtwochen, AuszeichnungChartplatzierungen (Jahr, Titel, Musiklabel, Platzierungen, Wochen, Auszeichnungen, Anmerkungen) | Höchstplatzierung, Gesamtwochen, AuszeichnungChartplatzierungen (Jahr, Titel, Musiklabel, Platzierungen, Wochen, Auszeichnungen, Anmerkungen) | Höchstplatzierung, Gesamtwochen, AuszeichnungChartplatzierungen (Jahr, Titel, Musiklabel, Platzierungen, Wochen, Auszeichnungen, Anmerkungen) | Anmerkungen                                                  |
| Jahr | Titel Musiklabel                                                           | DE | AT | CH | UK | US | Rock | Anmerkungen                                                  |
| ---- | -------------------------------------------------------------------------- | --- | --- | --- | --- | --- | --- | ------------------------------------------------------------ |
| 2002 | I Brought You My Bullets, You Brought Me Your Love Eyeball Records         | — | — | — | UK— GoldUK | — | — | Erstveröffentlichung: 23. Juli 2002 Verkäufe: + 100.000      |
| 2004 | Three Cheers for Sweet Revenge Reprise Records (WMG)                       | DE20 (4 Wo.)DE | AT54 (2 Wo.)AT | — | UK9 Platin · (… Wo.)UK | US6 ×3Dreifachplatin · (… Wo.)US | Rock1 (… Wo.)Rock | Erstveröffentlichung: 8. Juni 2004 Verkäufe: + 3.827.500     |
| 2006 | The Black Parade Reprise Records (WMG)                                     | DE11 (14 Wo.)DE | AT4 (20 Wo.)AT | CH18 (6 Wo.)CH | UK2 ×3Dreifachplatin · (66 Wo.)UK | US2 ×4Vierfachplatin · (125 Wo.)US | Rock1 (110 Wo.)Rock | Erstveröffentlichung: 20. Oktober 2006 Verkäufe: + 5.767.500 |
| 2010 | Danger Days: The True Lives of the Fabulous Killjoys Reprise Records (WMG) | DE18 (5 Wo.)DE | AT15 (4 Wo.)AT | CH25 (3 Wo.)CH | UK14 Gold · (25 Wo.)UK | US8 Gold · (15 Wo.)US | Rock1 (16 Wo.)Rock | Erstveröffentlichung: 19. November 2010 Verkäufe: + 615.000  |

grau schraffiert: keine Chartdaten aus diesem Jahr verfügbar

## Auszeichnungen
- Kerrang! Awards
  - 2005: in der Kategorie „Best Album“ (Three Cheers for Sweet Revenge)
  - 2005: in der Kategorie „Best Video“ (Helena (So Long & Goodnight))
  - 2006: in der Kategorie „Best Band On The Planet“
  - 2007: in der Kategorie „Best International Band“
  - 2011: in der Kategorie „Best Video“ (Na Na Na)
  - 2012: in der Kategorie „Best International Band“
- Music Video Production Awards
  - 2007: in der Kategorie „Best Colorist / Telecine“ (Helena (So Long & Goodnight))
  - 2007: in der Kategorie „Best Styling“ (The Ghost of You)
- NME Awards
  - 2007: in der Kategorie „Best International Band“
  - 2011: in der Kategorie „Best International Band“
  - 2011: in der Kategorie „Best Video“
- TRL Award
  - 2006: in der Kategorie „Best Group That Actually Plays“